# Alfred "Centennial" Johnson

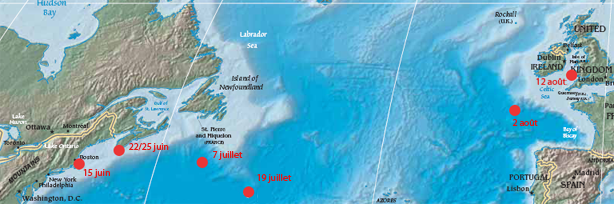
Mapa de la travessa de l'Atlàntic dAlfred "Centennial" Johnson

Alfred Johnson (Dinamarca, 4 de desembre del 1846 – Gloucester Massachusetts (EUA), 1927) va ser un pescador estatudinenc. El 1876 fou la primera persona que creuà l'Atlàntic en solitari.
Alfred Johnson fou un pescador estatunidenc d'origen danès (originalment el seu cognom hauria estat Johannsen o Jensen), va voler commemorar el centenari de la independència dels Estats Units sent el primer home que creués l'Atlàntic navegant en solitari. El 15 de juny de 1876 es va embarcar a Gloucester, el seu poble, en una "doris", una barca de 6,6 metres que batejà Centennial per a l'ocasió. Entre el 22 i el 25 s'aturà a Barrington (Nova Escòcia) per ajustar el llast de la barca. Després de 58 dies afrontant tempestats, taurons i la pèrdua del menjar, el 12 d'agost arribà a Abercastell (Gal·les). Allí descansà dos dies i reprengué la travessia fins a arribar a Liverpool (Anglaterra) el 21 d'agost. Aquesta feta li feu guanyar l'apel·latiu de "Centennial" i el portà al llibre Guinness de Rècords.
De tornada a Gloucester, fou patró d'un pesquer fins a la mort.